# 滑冰場

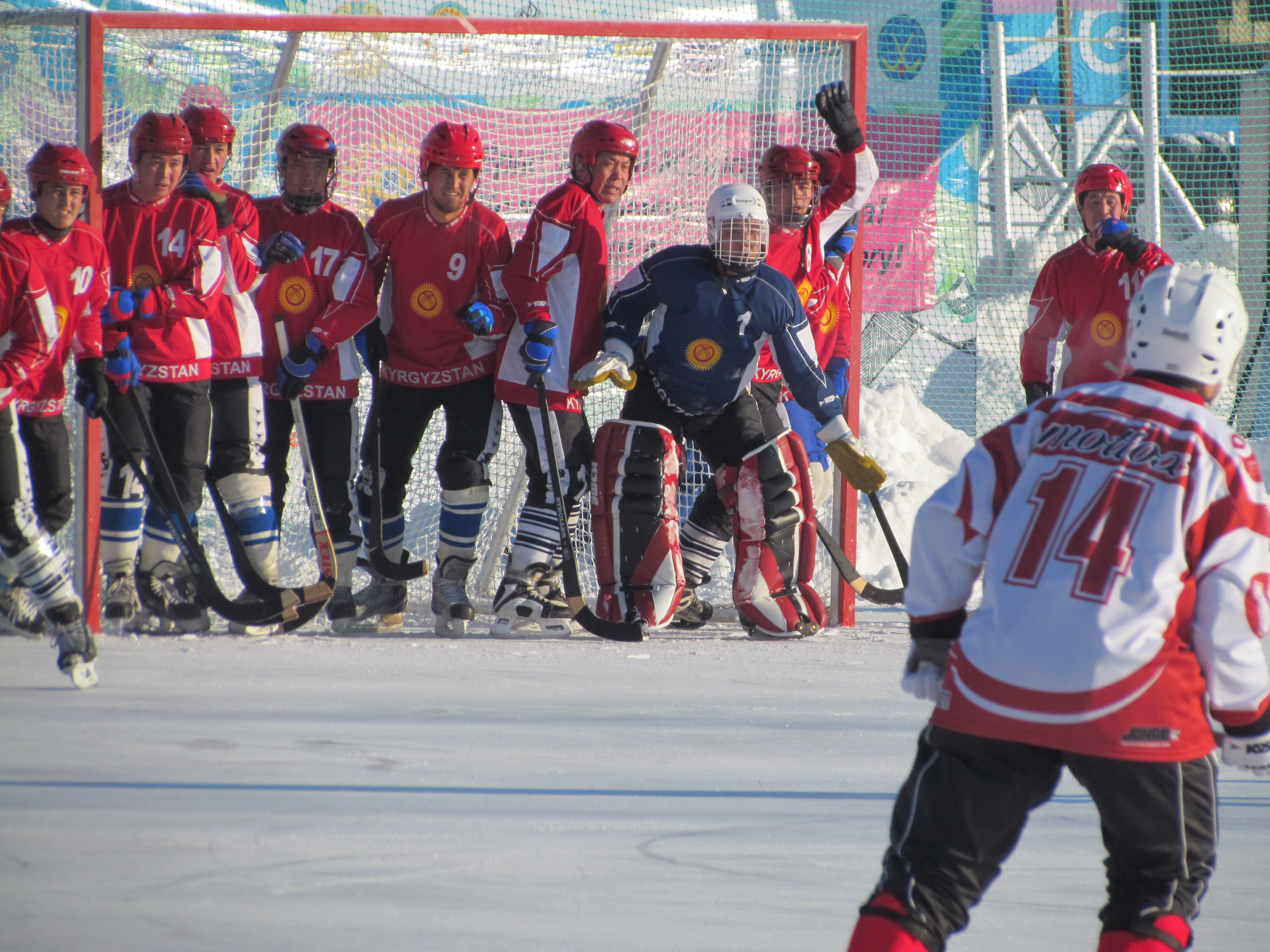
班迪球

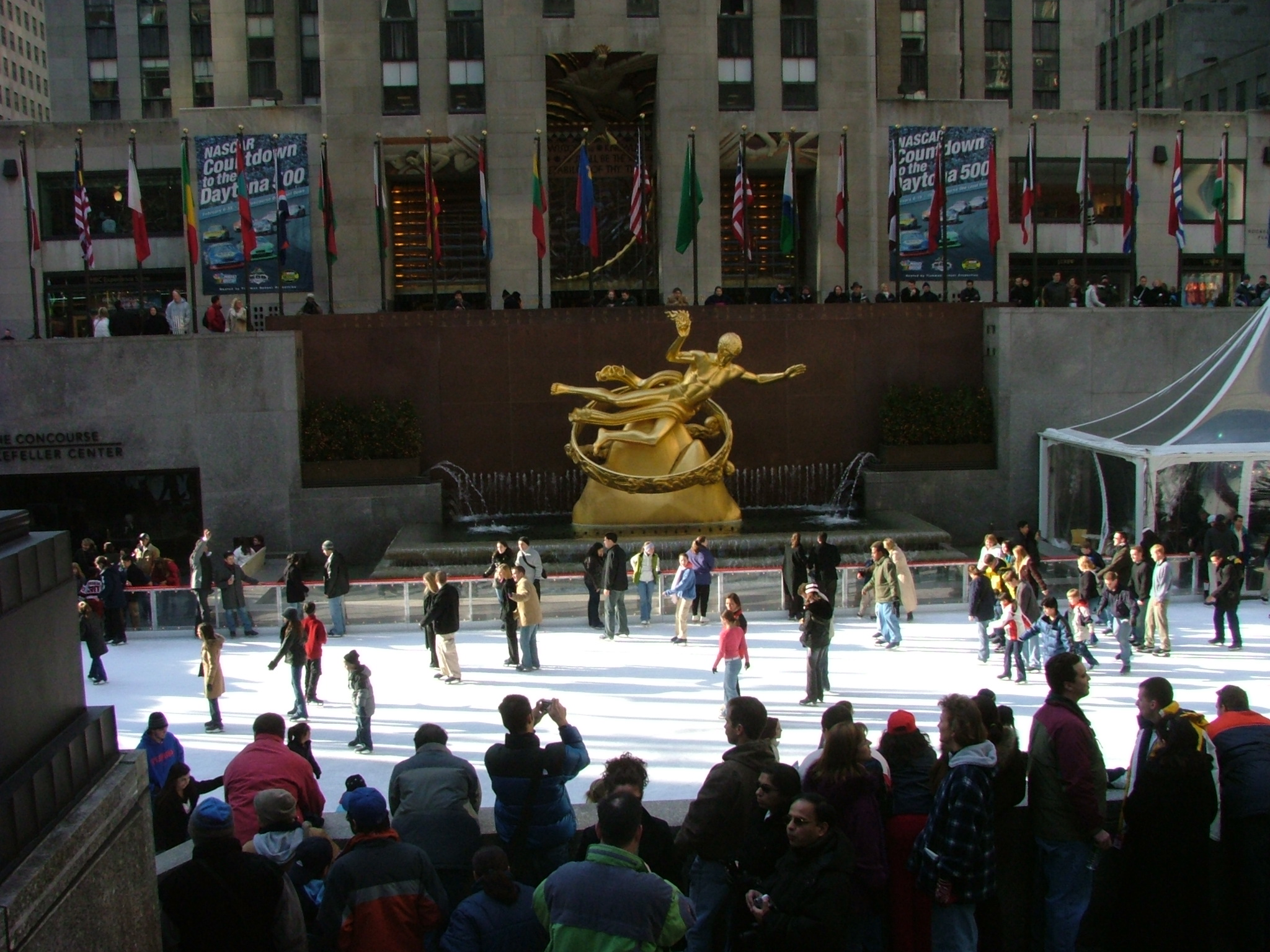
洛克菲勒中心滑冰場

溜冰場是一個由水或硬化的化學物質所製成的冰凍體，人們可以在上面滑冰或進行冬季運動。除了休閒滑冰，它還可以用來進行冰球、班迪球、競速滑冰、花式滑冰和冰壺以及展覽、比賽和冰上表演。現今有兩種類型的滑冰場普遍的被使用：天然的，因為天氣寒冷所結冰而成的；人工的（或機械冷凍），是使用冷凍劑來使水結冰；也有使用高密度聚合體製成的仿真冰面。

## 類型

### 天然溜冰場
天然溜冰場主要由湖泊、池塘、運河，甚至河流等開放水域組成或位於其中。這些溜冰場只能在冬天的氣候條件下使用，表面結冰的厚度足以支撐人體的重量。在寒冷的氣候下，也可以通過封閉平坦的地面區域，將其註滿水並使其凍結來製作溜冰場。

### 人工溜冰場
人工溜冰場可在任何氣候下建造，冰面可以安裝在適當建造的空間中，包括沙床或混凝土板，管道從混凝土板中穿過。而管道攜帶冷凍流體（通常是鹽水或含有防凍劑的水，或者在較小的溜冰場的情況下，使用製冷劑）可以降低混凝土板的溫度，從而使放置在上面的水結冰。

## 外部連結
- Backyard Ice Rink （页面存档备份，存于）
- Comprehensive list of ice skating rinks in the U.S. and Canada
- The Ice Rink - A Brief History （页面存档备份，存于）